# .mw
.mw és el domini de primer nivell territorial (ccTLD) de Malawi. El 2002, la IANA va recomanar que es transferís l'administració del domini de primer nivell al Malawi Sustainable Development Network Programme i que deixés de gestionar-lo Computer Solutions LTD
Els preus dels dominis .mw són de 100 dòlars americans pels primers dos anys, i després 50 dòlars l'any.

## Dominis de segon nivell
A més dels registres directes al segon nivell, també és possible de registrar noms de tercer nivell per sota dels dominis genèrics llistats a continuació. En general, les descripcions que dels tipus d'organització per cada subdomini són orientatives, i no es controla que es compleixin.
- ac.mw - institucions acadèmiques
- co.mw - organitzacions comercials
- com.mw - alternativa per a organitzacions comercials
- coop.mw - associacions cooperatives
- edu.mw - institucions acadèmiques que atorguen títols
- gov.mw - restringit al govern, preferiblement de Malawi
- int.mw - organitzacions de tractats internacionals
- museum.mw - museus, organitzacions històriques, de documentació, o d'exposició
- net.mw - organitzacions de xarxa
- org.mw - organitzacions sense ànim de lucre